# Acanthopetalum hoplites
Acanthopetalum hoplites är en mångfotingart som beskrevs av Pius Strasser 1973. Acanthopetalum hoplites ingår i släktet Acanthopetalum och familjen Schizopetalidae. Inga underarter finns listade i Catalogue of Life.